# Bernd F. Lunkewitz

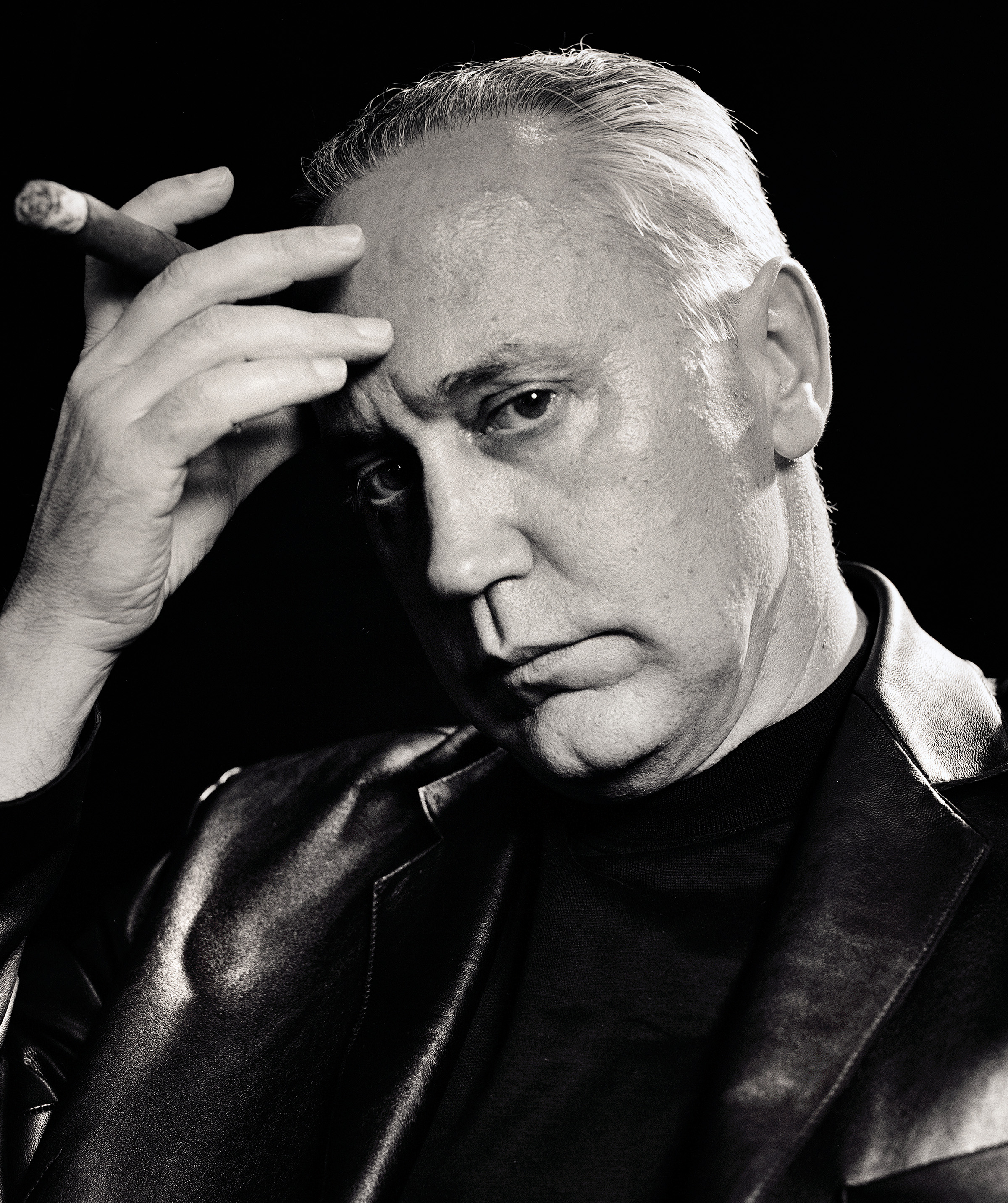
Bernd F. Lunkewitz fotografiert von Oliver Mark, Berlin 2002

Bernd Fritz Lunkewitz (* 5. Oktober 1947 in Kassel) ist ein deutscher Immobilieninvestor und ehemaliger Verleger. Er lebt seit 2016 in Pacific Palisades, einem Stadtteil von Los Angeles.

## Leben
Lunkewitz studierte Politik sowie Philosophie. Er gründete 1968 an der Frankfurter Universität die antiimperialistische „Rote Garde Bockenheim“. Er wurde in der Presse als ehemaliges Mitglied der KPD/ML bezeichnet, dies ist jedoch unbelegt. Laut seiner eigenen Aussage war er nur Sympathisant, nicht aber Mitglied.
Am 16. September 1969 wurde er als Leiter einer Demonstration gegen den in Kassel stattfindenden Parteitag der NPD vor dem Haus des Kasseler NPD-Landtagsabgeordneten Werner Fischer vom Führer des „Ordnungsdienstes“ der NPD angeschossen. In einigen Berichten der Boulevardpresse wurde er später „Che von Kassel“ genannt.
Sein Vermögen machte Lunkewitz durch Geschäfte mit gewerblichen Immobilien, hauptsächlich Büro- und Bankgebäude, und zwar mit dem überlieferten einfachen Rezept: „Reich wird man, indem man billig einkauft und teuer verkauft.“
Von 1984 bis 2004 war Lunkewitz mit der Schauspielerin Daniela Amavia verheiratet. Seit 2005 ist er in zweiter Ehe mit der Kinderbuchautorin und Illustratorin Stephanie Lunkewitz verheiratet. Sie haben eine Tochter und zwei Söhne.

## Lunkewitz als Verleger des Aufbau-Verlags
1991 kaufte Lunkewitz den Aufbau-Verlag (Berlin), den bedeutendsten belletristischen Verlag der DDR, und den Verlag Rütten & Loening von der Treuhandanstalt. 1993 erwarb er auch noch den Gustav Kiepenheuer Verlag in Leipzig. In der Verlagsgruppe erschienen neben bedeutenden Gegenwartsautoren wie Christoph Hein, Christa Wolf, Hermann Kant, Robert Merle wichtige literarische Vertreter des 20. Jahrhunderts wie Heinrich Mann, Bertolt Brecht, Anna Seghers, Arnold Zweig, Gesellschaftskritiken von Hans Fallada und zahlreiche Klassikerausgaben von Andersen Nexö bis Turgenew oder zum Schillerjahr 2004 „Schillers Werke in 10 Bänden“.
Lunkewitz war mit dem Aufbau-Verlag einer der wenigen erfolgreichen und wirtschaftlich unabhängigen Belletristik-Verleger in Deutschland. Neben Bestsellern wie den Tagebüchern von Victor Klemperer oder Brigitte Reimann und dem Roman Die Päpstin von Donna Cross hatte Lunkewitz in den letzten Jahren aber auch Rückschläge hinzunehmen, so den Weggang von Christa Wolf und Christoph Hein. Betriebswirtschaftliche Gründe zwangen Lunkewitz 2003 zur regional kritisierten Verlegung des Gustav Kiepenheuer Verlags aus Leipzig nach Berlin.
Im Frühjahr 1992 kaufte Lunkewitz den Verlag der Weltbühne GmbH, der die ehemals in der Weimarer Republik von Siegfried Jacobsohn und Carl von Ossietzky herausgegebene kritische Wochenschrift Die Weltbühne in der DDR weitergeführt hatte. Nachdem zunächst für die Zeitschrift große Pläne bestanden, stellte Lunkewitz sie ein, nachdem er überraschend mit der von den Nationalsozialisten aus Deutschland vertriebenen Familie des Zeitschriftengründers Jacobsohn über die Titelrechte in einen Rechtsstreit vor dem OLG Frankfurt geriet.
Lunkewitz erklärte dies damit, dass eine solche Zeitschrift unabhängig von der Rechtslage nicht ohne Zustimmung oder gar gegen den Widerstand der ursprünglichen Eigentümer und deren aus dem Land vertriebenen Erben gemacht werden könne.
Von Oktober 2003 bis 2009 war der mit Lunkewitz seit langen Jahren befreundete Michel Friedman Herausgeber für den Bereich »Politisches Buch« beim Aufbau-Verlag.
Im Frühjahr 2008 zog sich Lunkewitz aus dem Aufbau Verlag zurück. Nach einem Artikel in der Süddeutschen Zeitung, in dem umfassend über die schwierigen Erwerbs- und Besitzverhältnisse des Aufbau-Verlags berichtet wird, hat Lunkewitz den Verlag von der Treuhand gekauft, obwohl der Verlag sich nicht in deren Eigentum befand, sondern Eigentum des Kulturbunds der DDR war. Lunkewitz sagt laut diesem Artikel: „Ich halte die Treuhand für eine in Teilen kriminelle Vereinigung.“
Am 30. Mai 2008 beantragte die Geschäftsführung die Eröffnung des Insolvenzverfahrens, nachdem Lunkewitz überraschend die finanzielle Unterstützung beendet hatte. Bereits am 2. Juni 2008 erhielt der Verlag die Kündigung des Mietvertrages für das Verlagsgebäude. Danach wurde er in einer stark emotional aufgeladenen öffentlichen Debatte von der ehemaligen Geschäftsführung der damaligen Aufbau-Verlagsgruppe GmbH, die um die Arbeitsplätze fürchtete, als Verräter bezeichnet. Diese Sichtweise lässt außer Betracht, dass Lunkewitz seit Erwerb des Verlags erhebliche Mittel aus seinem Privatvermögen (nach Informationen der Frankfurter Allgemeinen Zeitung bereits 17 Mio. DM bis 1995) in den Verlag investiert und den Verlag 17 Jahre lang geführt hat.
In einem Spiegel-Artikel rechtfertigt Lunkewitz seine Handlungsweise. Die Insolvenz der Aufbau Verlagsgruppe GmbH im Sommer 2008 habe deshalb zwingend erfolgen müssen, weil der Bundesgerichtshof im Frühjahr 2008 nach 13 Jahren Rechtsstreit zwischen Lunkewitz und der Treuhandanstalt/BVS festgestellt hatte, dass die Aufbau-Verlagsgruppe GmbH eine „vermögenslose Hülle“ ist, die nicht Rechtsnachfolger des Aufbau-Verlages der DDR geworden sei. Lunkewitz hatte zu Beginn des Rechtsstreits separat das Vermögen des Verlages stattdessen vom Kulturbund e. V. wirksam erworben. Aufgrund der Ende Mai 2008 auftretenden Differenzen mit der Geschäftsleitung entschloss sich der Verleger aber, die GmbH in die Insolvenz zu schicken. Nach der Reaktion der Belegschaft, insbesondere des Lektorats, und Angriffen auf seine persönliche Integrität hielt er seine weitere Arbeit im Verlag nicht mehr für sinnvoll. Im Oktober 2008 verkaufte Lunkewitz in Zusammenarbeit mit dem Insolvenzverwalter der insolventen GmbH den ihm privat gehörenden Geschäftsbetrieb des Aufbau-Verlages mit dem gesamten Vermögen und allen Rechten (bis auf die Weltrechte an Fallada), unter Beibehaltung aller Arbeitsplätze, an den Berliner Investor Matthias Koch, der seitdem den Aufbau-Verlag gemeinsam mit den anderen Verlagen erfolgreich weiter betreibt. Auf Bitten des Verlages trat Lunkewitz 2010 auch noch die von ihm 1994 separat erworbenen weltweiten Urheberrechte am Werk Falladas an die Aufbau-Verlag GmbH & Co KG ab.
Lunkewitz betrieb die Insolvenz offensichtlich, um damit die Treuhandanstalt/BVS bzw. das Bundesfinanzministerium in die Haftung zu nehmen. Seit 2009 führt er zivilrechtliche Prozesse gegen die BVS. Inzwischen lobt er eine Belohnung von 100.000 Euro aus – für den Nachweis, dass der Kulturbund e. V. den Aufbau-Verlag in der DDR wirksam aus seinem Eigentum auf die SED übertragen hat, wie es die BvS behauptet, ohne das beweisen zu können.

## Film
- Was war links? Dokumentarfilm in 4 Folgen von Andreas Christoph Schmidt, 2003, Produktion: Schmidt & Paetzel Fernsehfilme GmbH, im Auftrag von SWR und SFB.[9]

## Veröffentlichungen
- Der Aufbau-Verlag und die kriminelle Vereinigung in der SED und der Treuhandanstalt. Europa Verlag, München 2021, ISBN 978-3-95890-432-3.
- Der Aufbau-Verlag und die kriminelle Vereinigung. ePubli, 2020, ISBN 978-3-7529-8016-5, 637 Seiten
- als Herausgeber: Die glücklichen Stunden. Aufbau-Verlag, Berlin 2005.
- Die Beschreibung eines Kampfes. Europa Verlag, München 2023,  ISBN 978-3-95890-585-6